# Theis und Nico
Theis und Nico (dänisch Bror, min bror) ist ein dänischer Kurzfilm von Henrik Ruben Genz, der im Jahr 2000 für einen Oscar nominiert war.

## Handlung
Die Brüder Theis, 9, und Nico, 6, spielen in einer Neubausiedlung Basketball, als Nico eine Postkarte findet. Die Karte zeigt das Filmplakat für Vom Winde verweht und Nico fragt Theis, was die beiden da machen. „Küssen“, antwortet Theis, der behauptet, er könne bereits küssen. Nico möchte das gern gezeigt bekommen und praktischerweise treffen sie auf Giinjha. Sie feiert heute ihren neunten Geburtstag. Die drei stellen sich einander vor, doch kommt es zu keinem Kuss.
Wenig später erhält Nico eine Geburtstagseinladung, dabei ist es Theis, der in Giinjha verliebt ist. Erst will Theis verhindern, dass Nico zum Geburtstag geht, überlegt es sich jedoch nach Nicos gefährlichem Ausbruchsversuch anders, und hilft ihm beim Frisieren. Doch hat Nico kein Geschenk, allerdings weiß Theis ja, dass man einem Mädchen, das neun wird, einen Kuss schenkt. En détail erklärt er Nico, was er zu tun habe und liefert ihn an Giinjhas Haustür ab. Doch wenig später kommt Nico zu Theis zurück und erklärt ihm, dass Giinjha eigentlich Theis einladen wollte, aber die Namen verwechselt habe. Die Jungen gehen gemeinsam zur Party, wo nun Nico erwartet, dass sein großer Bruder Giinjha küsst. Das macht der auch, was ihm den Applaus seines Bruders und der anderen Gäste einbringt, glücklicherweise ebenso ein Lächeln Giinjhas. Anschließend tanzen alle und geben sich viele Küsschen.